# Offermann-Stiftung
Die Offermann-Stiftung ist eine 1443 gegründete gemeinnützige Stiftung mit Sitz in Wesel.

## Geschichte
Durch einen Stiftungsbrief vom 2. Juli 1443 wurde die Stiftung durch die Eheleute Dietrich und Luitgard Offermann in der niederrheinischen Hansestadt Wesel gegründet. Die Gründer zählten zu den wohlhabendsten Familien der Stadt und richteten in Wesel zuerst eine Unterkunft für arme Menschen ein. Trotz des verhältnismäßig großen materiellen Wohlstands der Hansestadt gab es im Spätmittelalter dort eine Unterschicht, die möglicherweise rund 20 Prozent der Stadtbevölkerung einschloss und in sehr prekären Verhältnissen lebte. Die Offermann-Stiftung war eine von mehreren Stiftungen, die sich um das Wohlergehen von armen, kranken und alten Menschen in Wesel bemühte. Im späten 16. und der ersten Hälfte des 17. Jahrhunderts verschwanden viele Stiftungen, die Offermann-Stiftung blieb jedoch als eine von drei Weseler Stiftungen erhalten.
Durch das Land Nordrhein-Westfalen ist sie als gemeinnützige Stiftung mit dem Gründungsjahr 1443 anerkannt. Als Zweck sind die Altenhilfe und mildtätige Zwecke angegeben. Die Stiftungsaufsicht liegt bei der Bezirksregierung Düsseldorf. Die Stiftung ist Gesellschafterin eines Altenheims am Willibrordiplatz in Wesel. Stand 2009 besaß sie 60 Wohnungen in Wesel und investierte in die Errichtung 22 weiterer Wohnungen. Hinzu kommen weitere Besitzungen am Niederrhein. Nach den Begründern der Stiftung wurde die in der Weseler Innenstadt gelegene Offermannstraße benannt.